# Лазар Ковачевић
Лазар Ковачевић (Јагодина, 4. новембар 1997) је српски спортски стрелац. Члан је Стрељачког клуба ''Јагодина 92''.

## Каријера
Освојио је сребрну медаљу на Европском првенству за јуниоре 2017. године у Марибору и завршио на четвртом месту у дисциплини 10 метара ваздушном пушком на Медитеранским играма 2018. у Тарагони.
Ковачевић је као члан репрезентације Србије освојио две сребрне медаље на Европском првенству 2019. године у дисциплини 10 м, Европском првенству у стрељаштву 2021.године као и бронзану медаљу на Светском првенству у Осијеку 2021.године.
У марту 2022. на Европском првенству у Хамару, Норвешка, у мешовитом пару са Андреом Арсовић освојио је сребрну медаљу, а на Светском купу у Бакуу, маја 2022. у дисциплини 10м ваздушном пушком освојио је златну медаљу. На Медитеранским играма у јулу 2022. одржаним у Орану, Алжир, освојио је 5. место у финалу појединачне конкуренције, док је у мешовитом пару са Андреом Арсовић освојио је сребрну медаљу.
На Европским играма одржаним у Кракову и регијама Малопољска и Шлонска у Пољској у периоду од 21. јуна до 2. јула 2023. године, у дисциплини екипно пушка-тростав (Миленко Себић, Милутин Стефановић и Лазар Ковачевић) освојили су бронзану медаљу.
У Финалу Светског купа у гађању ваздушним оружјем одржаном у Катару новембра 2023. године, као репрезентативац Србије освојио је сребрну медаљу.
Учесник је Летњих Олимпијских игара у Паризу 2024. године, уз Сару Лозо као једини учесник из Јагодине. У дисциплини 50 метара малокалибарска пушка, тростав у финалу је освојио 8. место, док је у дисциплини 10 метара ваздушна пушка заузео 37. место у квалификацијама.